# Bullpup

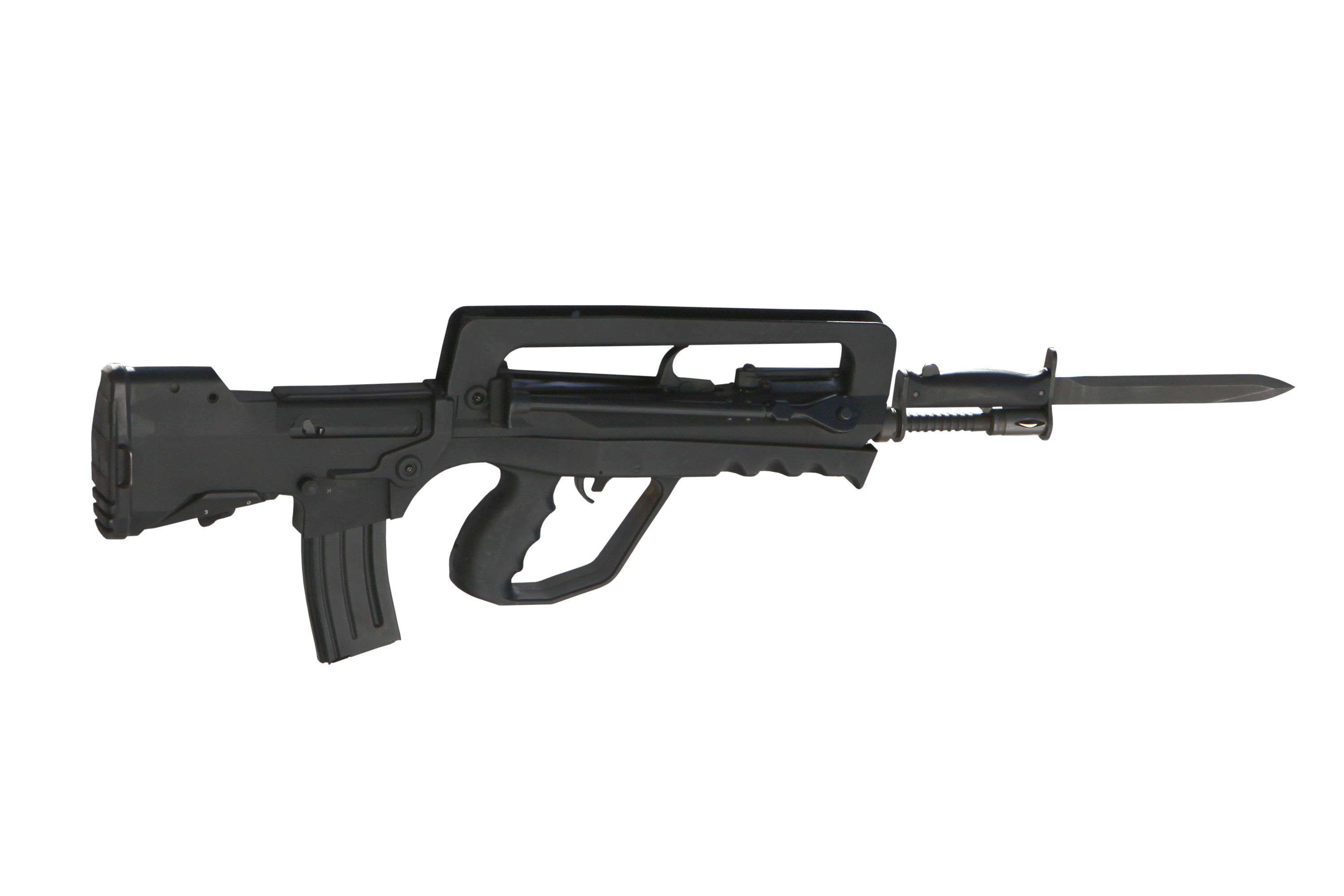
A francia FA MAS gépkarabély a legnagyobb számban rendszeresített bullpup fegyver

A bullpup olyan felépítésű tűzfegyver, melyen a tár (és jellemzően a zárszerkezet is) a hátsó pisztolymarkolat és az elsütőbillentyű mögött, a tusában helyezkedik el. Így a fegyver működéshez szükséges részei töltik ki a korábban csak fa vagy műanyag tusa belsejét. Egyesek szerint a hátrakerült súlypont a kényelmes tűzkész helyzetben tartást segíti, ugyanakkor nem tart ellent a például sorozatlövéskor fellépő nagy felcsavaró erőnek. A bullpup rendszernek több fontos előnye is van. Legnagyobb előnye, hogy a fegyver összességében sokkal rövidebb, miközben megtartja hosszú csövét.

## Története
A bullpup-koncepció a második világháború végeztével teljesedett ki. Az első a brit Enfield 7 mm EM2 kísérleti fegyver volt. Ez a gázelvételes működésű gépkarabély a maga korában merően újszerűen, a pisztolymarkolat mögé tette a tárat. A csatapróbák során az EM2 pontosnak és megbízhatónak bizonyult, azonban politikai támogatás hiányában, illetve az amerikaiak által a NATO-ra erőszakolt puskalőszer miatt nem jutott túl a prototípusfázison. A bullpup elrendezés ezután az 1970-es évekig háttérben maradt, míg Ausztria, Franciaország és az Egyesült Királyság bemutatta az ilyen jellegű, de új formatervezésű fegyverét. A francia FA MAS 5,56x45 mm, késleltetett tömegzáras gépkarabélyt általánosan az 1980-as évek elején rendszeresítették. A futurisztikus osztrák Steyr AUG ugyanilyen kaliberű volt, integrált optikai irányzékkal és műanyag tokkal. Az AUG aratta még a legnagyobb nemzetközi sikert, hiszen hazáján kívül Ausztrália, Új-Zéland és Írország is rendszeresítette (csekély katonai erejük dacára).

### Bullpup-felépítésűfegyvert használó országok
- Ausztrália Rendszeresített fegyver: Steyr AUG (Austeyr 88) 1989 óta.
- Ausztria
- Azerbajdzsán Különleges erők: IMI Tavor TAR-21 2008 óta.
- Belgium Rendszeresített fegyver: FN F2000 2004 óta, FN P90 1991 óta.
- Egyesült Királyság Rendszeresített fegyver: SA80 1985 óta.
- Franciaország Rendszeresített fegyver: FAMAS 1978 óta.
- Guatemala Különleges erők: IMI Tavor TAR–21
- Horvátország Rendszeresített fegyver: HS Produkt VHS gépkarabély 2009 óta.
- India Különleges erők: IMI Tavor TAR-21 2002 óta.
- Írország Rendszeresített fegyver: Steyr AUG 1988 óta.
- Izrael Rendszeresített fegyver: IMI Tavor TAR–21 2009 óta.
- Kína Rendszeresített fegyver: QBZ-95 1997 óta.
- Omán Rendszeresített fegyver: Steyr AUG.
- Oroszország Különleges erők: OC–14 Groza, A–91, Dragunov SZVU az 1990-es évek óta.
- Örményország Rendszeresített fegyver: K—3 1996 óta.
- Pakisztán Különleges erők: FN F2000.
- Szingapúr Rendszeresített fegyver: SAR—21 1999 óta.
- Szlovénia Rendszeresített fegyver: FN F2000 2007 óta.
- Új-Zéland Rendszeresített fegyver: Steyr AUG 1988 óta.

## Az SA80 kudarca
A legnagyobb kudarc, ami a bullpup-koncepciót érte, a brit SA80 volt, melyet a 7,62x51 mm L1A1 öntöltő puskák leváltására rendszeresítettek 1985-ben. Az eredetileg gyengébb, 4,85 mm kísérleti lőszerre tervezett fegyvert politikai nyomásra alakították át a nagyobb terhelést jelentő 5,56x45 mm-esre, ami a fegyver súlyos problémáit okozta. A teljesen megbízhatatlan SA80-nál gond volt a tárakkal, az elsütő- és biztosítószerkezettel, a hüvelykivetéssel, ráadásul az alulméretezett tok is rendszeresen szétrepedt. Az utóbbi évtizedben számos alkalommal próbálták módosítani, javítani, de ez még a legendás Heckler und Kochnak sem sikerült. A brit katonák a mai napig használhatatlan fegyverrel kénytelenek harcba indulni. De ha tehetik, másképp döntenek: a SAS egységei amerikai M16-osokat használnak az SA80 helyett.

## Galéria
- Osztrák katonák a Steyr AUG-gal céloznak.
- Közeli kép az SA80-ról, amin jól látható az elsütőbillentyű mögött elhelyezkedő tár.
- Az FN P90 egyedi tárelhelyezésével.

## Fordítás
- Ez a szócikk részben vagy egészben  a   Bullpup című angol Wikipédia-szócikk fordításán alapul.  Az eredeti cikk szerkesztőit annak laptörténete sorolja fel. Ez a jelzés csupán a megfogalmazás eredetét és a szerzői jogokat jelzi, nem szolgál a cikkben szereplő információk forrásmegjelöléseként.